# لانس تان وي شنغ
لانس تان وي شنغ (بالصينية: 陈伟胜؛ بالإنجليزية: Lance Tan Wei Sheng) هو عداء سريع ومهندس سنغافوري، ولد في 14 مايو 1987 في سنغافورة.

## روابط خارجية
- لانس تان وي شنغ على موقع الاتحاد الدولي لألعاب القوى (الإنجليزية)
- لانس تان وي شنغ على موقع أرشيف الدراجات (الإنجليزية)